# Pedaliodes napaea
Pedaliodes napaea är en fjärilsart som beskrevs av Bates 1865. Pedaliodes napaea ingår i släktet Pedaliodes och familjen praktfjärilar. Inga underarter finns listade i Catalogue of Life.